# D.I.C.E. Awards
D.I.C.E. Awards（ダイス・アワード）は、Academy of Interactive Arts & Sciences（AIAS、インタラクティブ芸術科学アカデミー）が毎年開催する「D.I.C.E. Summit」の中で行う授賞式典。名前の意味は「Design, Innovate, Communicate, Entertain」から来ている。2012年までは「Interactive Achievement Awards」という旧名であった。「ゲーム業界内で最も権威がある賞」だとも言われる世界最大級の授賞式典のひとつである。

## 年間最優秀ゲームアワード受賞作品一覧

### Game of the Year（ゲーム・オブ・ザ・イヤー）
Game of the Year（ゲーム・オブ・ザ・イヤー） 受賞作品
- 1st（1998） - ゴールデンアイ 007
- 2nd（1999） - ゼルダの伝説 時のオカリナ（The Legend of Zelda: Ocarina of Time）
- 3rd（2000） - シムピープル（The Sims）
- 4th（2001） - ディアブロ2
- 5th（2002） - Halo: Combat Evolved
- 6th（2003） - バトルフィールド1942
- 7th（2004） - コール オブ デューティ
- 8th（2005） - ハーフライフ2
- 9th（2006） - ゴッド・オブ・ウォー
- 10th（2007） - Gears of War
- 11th（2008） - コール オブ デューティ4 モダン・ウォーフェア
- 12th（2009） - リトルビッグプラネット
- 13th（2010） - アンチャーテッド 黄金刀と消えた船団（Uncharted 2: Among Thieves）
- 14th（2011） - Mass Effect 2
- 15th（2012） - The Elder Scrolls V: Skyrim
- 16th（2013） - 風ノ旅ビト（Journey）
- 17th（2014） - The Last of Us
- 18th（2015） - ドラゴンエイジ:インクイジション
- 19th（2016） - Fallout 4
- 20th（2017） - オーバーウォッチ
- 21st（2018） - ゼルダの伝説 ブレス オブ ザ ワイルド
- 22nd（2019） - ゴッド・オブ・ウォー
- 23rd（2020） - Untitled Goose Game 〜いたずらガチョウがやって来た!〜
- 24th（2021） - HADES
- 25th（2022） - It Takes Two
- 26th（2023） - ELDEN RING
- 27th（2024） - バルダーズ・ゲート3
- 28th（2025） - アストロボット

## D.I.C.E. Special Awards受賞者一覧
D.I.C.E. Special Awardsとは、Hall of Fame Award（殿堂賞）、Lifetime Achievement Award（生涯功労賞）、Pioneer Award（開拓賞）、Technical Impact Award（技術的影響賞）の4つのアワードがあり、Technical Impact Award（技術的影響賞）を除いた3つのアワードは個人に贈られる賞である。

### Hall of Fame Award（殿堂賞）
Hall of Fame Award（殿堂賞） 受賞者
- 1998年 - 宮本茂
- 1999年 - シド・マイヤー
- 2000年 - 坂口博信
- 2001年 - ジョン・D・カーマック
- 2002年 - ウィル・ライト
- 2003年 - 鈴木裕
- 2004年 - ピーター・モリニュー
- 2005年 - トリップ・ホーキンス
- 2006年 - リチャード・ギャリオット
- 2007年 - ダニエル・バンテン・ベリー（英語版）（没後の受賞）
- 2008年 - マイケル・モーハイム（英語版）
- 2009年 - ブルース・シェリー（英語版）
- 2010年 - マーク・サーニー
- 2011年 - レイ・ミュジカ、グレッグ・ゼスチャック
- 2012年 - ティム・スウィーニー
- 2013年 - ゲイブ・ニューウェル
- 2014年 - サム・ハウザー、ダン・ハウザー、レスリー・ベンジーズ
- 2015年 - Hall of Fame Award（殿堂賞） 受賞者無し
- 2016年 - 小島秀夫
- 2017年 - トッド・ハワード
- 2018年 - Hall of Fame Award（殿堂賞） 受賞者無し
- 2019年 - ボニー・ロス（英語版）
- 2020年 - コニー・ブース
- 2021年 - Hall of Fame Award（殿堂賞） 受賞者無し
- 2022年 - エド・ブーン（英語版）
- 2023年 - ティム・シェーファー（英語版）
- 2024年 - 近藤浩治
- 2025年 - テッド・プライス[注 1]

### Lifetime Achievement Award（生涯功労賞）
Lifetime Achievement Award（生涯功労賞） 受賞者
- 2007年 - 荒川實、ハワード・リンカーン
- 2008年 - 久夛良木健
- 2009年 - Lifetime Achievement Award（生涯功労賞） 受賞者無し
- 2010年 - ダグ・ローウェンスタイン（英語版）
- 2011年 - ビング・ゴードン（英語版）
- 2012年 - Lifetime Achievement Award（生涯功労賞） 受賞者無し
- 2013年 - Lifetime Achievement Award（生涯功労賞） 受賞者無し
- 2014年 - Lifetime Achievement Award（生涯功労賞） 受賞者無し
- 2015年 - Lifetime Achievement Award（生涯功労賞） 受賞者無し
- 2016年 - 岩田聡（没後の受賞）
- 2017年 - Lifetime Achievement Award（生涯功労賞） 受賞者無し
- 2018年 - 竹田玄洋
- 2019年 - Lifetime Achievement Award（生涯功労賞） 受賞者無し
- 2020年 - Lifetime Achievement Award（生涯功労賞） 受賞者無し
- 2021年 - Lifetime Achievement Award（生涯功労賞） 受賞者無し
- 2022年 - フィル・スペンサー
- 2023年 - Lifetime Achievement Award（生涯功労賞） 受賞者無し
- 2024年 - Lifetime Achievement Award（生涯功労賞） 受賞者無し
- 2025年 - ドン・ジェームズ（英語版）

### Pioneer Award（開拓賞）
Pioneer Award（開拓賞） 受賞者
- 2010年 - デヴィッド・クレーン (ゲーム開発者)（英語版）
- 2011年 - ビル・バッジ（英語版）
- 2012年 - エド・ログ（英語版）
- 2013年 - マーク・ブランク（英語版）、デイヴ・レブリング（英語版）
- 2014年 - ユージン・ジャーヴィス
- 2015年 - アラン・アルコーン、ラルフ・ベア（没後の受賞）

### Technical Impact Award（技術的影響賞）
Technical Impact Award（技術的影響賞） 受賞作品
- 2015年 - Apple App Store
- 2016年 - Visual Basic